# Lingua Montenegrina
Lingua Montenegrina – czarnogórskie czasopismo naukowe, poświęcone zagadnieniom językoznawczym, literaturoznawczym i kulturoznawczym. Jest to najbardziej wpływowe czasopismo lingwistyczne w Czarnogórze.
Wychodzi od 2008 r. i ukazuje się dwa razy w roku. Jego wydawcą jest Instytut Języka Czarnogórskiego i Językoznawstwa (Institut za crnogorski jezik i jezikoslovlje).
Wydania czasopisma dostępne są na zasadzie otwartego dostępu.
Redaktorem naczelnym i odpowiedzialnym czasopisma jest Adnan Čirgić (2020).